# غيث (اسم)
غيث هو اسم علم مذكر من أصل عربي، ومعناه هو المطر، السحاب، الكلأ الذي ينبت بماء الغيث.ويعرف الغيث على أنه المطر الغزير الذي ينزله الله سبحانه وتعالى فيغيث ويساعد في حالات الجفاف الشديد وبعد الانتظار الطول لنزول الغيث، وينجي من كاد يموت من العطش، وتستخدم كلمة الغيث كصيغة للمبالغة، كما تطلق كلمة غيث على السماء والسحاب وهو لفظ مجازي.

## الأصل اللغوي
اسم علم عربي الأصل له عدة معاني منها الكلأ، السحاب، العَون، والنَّحل .و المطر ويعني العشب أيضا. فهو من الغوث والإغاثة فالمطر عادة ينزل لإغاثة الأرض والكائنات الحية من الهلاك. الاسم سلس على اللسان يوحي بالهدوء والطمأنينة. حامل الاسم عادة يحب الهدوء والتأمل قوي الفكر والبصيرة ويتميز برؤية العميقة للأشياء وتحليله السليم لواقعه فهو مثابر قوي جاد غامض يعمل بصمت.

## شخصيات تحمل الاسم
- غيث جمعة (لاعب كرة قدم قطري، 2 نوفمبر 1988 – )
- غيث عبد الأحد (صحفي عراقي، 1975[5] – )
- غيث عبد الغني (لاعب كرة قدم عراقي، 22 ديسمبر 1983 – )
- غيث فرعون (رجل أعمال سعودي، 7 سبتمبر 1940 – 6 يناير 2017

## وصلات خارجية
- موسوعة السلطان قابوس لأسماء العرب نسخة محفوظة 5 أبريل 2019 على موقع واي باك مشين.